# Elecciones presidenciales de Kirguistán de 2000
Las elecciones presidenciales se llevaron a cabo en Kirguistán el 29 de octubre de 2000. El resultado fue una victoria para el entonces presidente Askar Akayev, quien fue reelegido con más del 70% de los votos. En una votación internacional observadores electorales describieron la elección como fraudulenta por no cumplir con los estándares internacionales. La participación electoral fue del 78.4%.
Fue la última elección presidencial antes de la Revolución de los Tulipanes, que iniciaría el proceso de democratización del país, culminado en 2010.